# Zagorzałek żółty
Zagorzałek żółty (Odontites luteus (L.) Clairv.) – gatunek rośliny z rodziny zarazowatych. Występuje w Europie.
W Polsce rośnie na Wyżynie Małopolskiej oraz w dolinie dolnej Odry.

## Morfologia

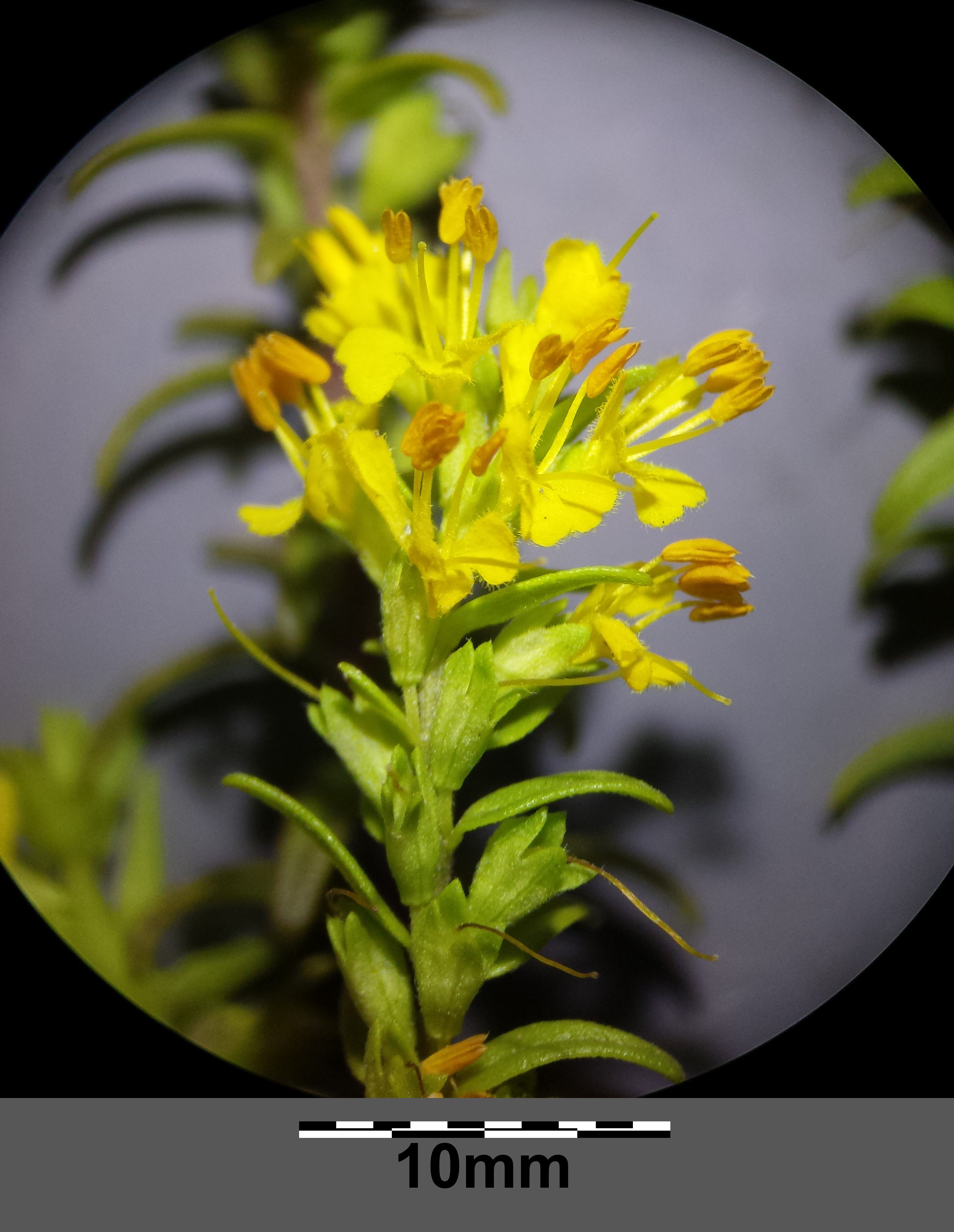
Kwiaty

ŁodygaOmszona, o wysokości 15–50 cm, z licznymi, skośnie wzniesionymi gałązkami.
LiścieRównowąskie lub równowąsko-lancetowate, tępe, owłosione, słabo odlegle piłkowane.
KwiatyPrzysadki ostre, krótsze od kwiatu. Korona kwiatu żółta, brodato owłosiona, o długości 5–6 mm, z krótką rurką. Pylniki wystające.
OwocOwłosiona torebka, dłuższa od kielicha, o długości 8–9 mm.

## Biologia i ekologia
Roślina jednoroczna. Kwitnie od sierpnia do września. Rośnie w murawach kserotermicznych. Liczba chromosomów 2n =20. Gatunek charakterystyczny muraw kserotermicznych z klasy Festuco-Brometea.

## Zagrożenia i ochrona
Roślina umieszczona na polskiej czerwonej liście w kategorii NT (bliski zagrożenia).